# Красноярське (Пишминський міський округ)
Красноя́рське (рос. Красноярское) — село у складі Пишминського міського округу Свердловської області.
Населення — 146 осіб (2010, 175 у 2002).
Національний склад станом на 2002 рік: росіяни — 97 %.